# Crocera di Montetoso
La Crocera di Montetoso è la denominazione assunta sulle carte militari italiane di un incrocio di cinque strade che tutti gli istriani conoscono come la Crosera di Montetoso (in sloveno Križišče).
Questo importante nodo stradale, situato sotto il monte Toso (288 m), ad un chilometro ad ovest di Monte di Capodistria, era noto fin dall'antichità; qui passava infatti l'antica strada imperiale conosciuta con il nome di Via Flavia, costruita da Vespasiano nel I secolo d.C. L'antico tracciato della strada si sviluppava all'incirca lungo la via della vecchia Salàra. Questa era conosciuta come la strada di Buie che iniziava a San Nazario, quella zona piana, già occupata dalle saline, situata a nord dello svincolo stradale di Capodistria, con direzione Buie, Isola d'Istria, Trieste e che ora è occupata da depositi e stabilimenti industriali. San Nazario è anche il santo a cui era stata dedicata la chiesetta che si trovava in questo sito, restaurata al tempo del vescovo Naldini e da lui consacrata nel 1698. La chiesa fu trasformata poi in caserma dalla guardia di finanza alla fine dell'800. Dietro San Nazario si trova il Campo Marzio, a ponente della strada, nella zona pianeggiante dove ci sono alcuni capannoni industriali; qui a Campomarzo, come lo chiamavano i capodistriani, ancora nel XVIII secolo la milizia urbana si impratichiva con le armi.
La vecchia e tortuosa strada per Buie sale le pendici orientali del colle Santa Margherita alto 206 m e prende il nome da un'antica chiesetta, attraverso la contrada Perariòl, posta alle pendici del colle, aggira con strette curve le pendici orientali del monte Santo Stefano passando sulle colline di Pastoràn ed incrocia la nuova strada di fronte alla stazione di servizio posta prima della Crosera.
Dalla Crosera la strada nazionale scende la val Derniga, ad est sale la strada che, dal Monte di Capodistria, corre sul crinale della Val Dragogna, a nord si sale a Gason, ad ovest si arriva a Sergassi.